# Agrikari
Agrikari (georgiska: აგრიკარი) är ett berg i Georgien. Det ligger i den södra delen av landet, på gränsen mellan Nedre Kartlien och Samtsche-Dzjavachetien. Toppen på Agrikari är 2 972 meter över havet.